# Boruja Kościelna (gromada)
Boruja Kościelna – dawna gromada, czyli najmniejsza jednostka podziału terytorialnego Polskiej Rzeczypospolitej Ludowej w latach 1954–1972.
Gromady, z gromadzkimi radami narodowymi (GRN) jako organami władzy najniższego stopnia na wsi, funkcjonowały od reformy reorganizującej administrację wiejską przeprowadzonej jesienią 1954 do momentu ich zniesienia z dniem 1 stycznia 1973, tym samym wypierając organizację gminną w latach 1954–1972.
Gromadę Boruja Kościelna z siedzibą GRN w Borui Kościelnej utworzono – jako jedną z 8759 gromad na obszarze Polski – w powiecie wolsztyńskim w woj. poznańskim, na mocy uchwały nr 41/54 WRN w Poznaniu z dnia 5 października 1954. W skład jednostki weszły obszary dotychczasowych gromad Boruja Kościelna, Boruja Nowa i Szarki (bez obszaru włączonego do nowo utworzonej gromady Belęcin) ze zniesionej gminy Jabłonna w tymże powiecie.
1 stycznia 1955 gromadę włączono do powiatu nowotomyskiego w tymże województwie, gdzie ustalono dla niej 17 członków gromadzkiej rady narodowej.
31 grudnia 1971 gromadę zniesiono, a jej obszar włączono do gromady Nowy Tomyśl w tymże powiecie.